# Taedong-Brücke
Die Taedong-Brücke ist eine Straßenbrücke in der nordkoreanischen Hauptstadt Pjöngjang und eine der sechs Brücken die in der Stadt über den Taedong-gang führen. Sie verbindet die Stadtbezirke Chung-guyŏk am Westufer und Taedonggang-guyŏk und Sŏngyo-guyŏk am Ostufer, wo sie auf die Saesallim-Straße führt.

## Geschichte
Die Brücke wurde von Japanern gebaut und im Jahr 1905 fertiggestellt. Sie gehört damit, zusammen mit der im gleichen Jahr erbauten Yanggak-Brücke, zu den zwei ältesten Pjöngjanger Ost-West-Verbindungen über den Taedong-gang.

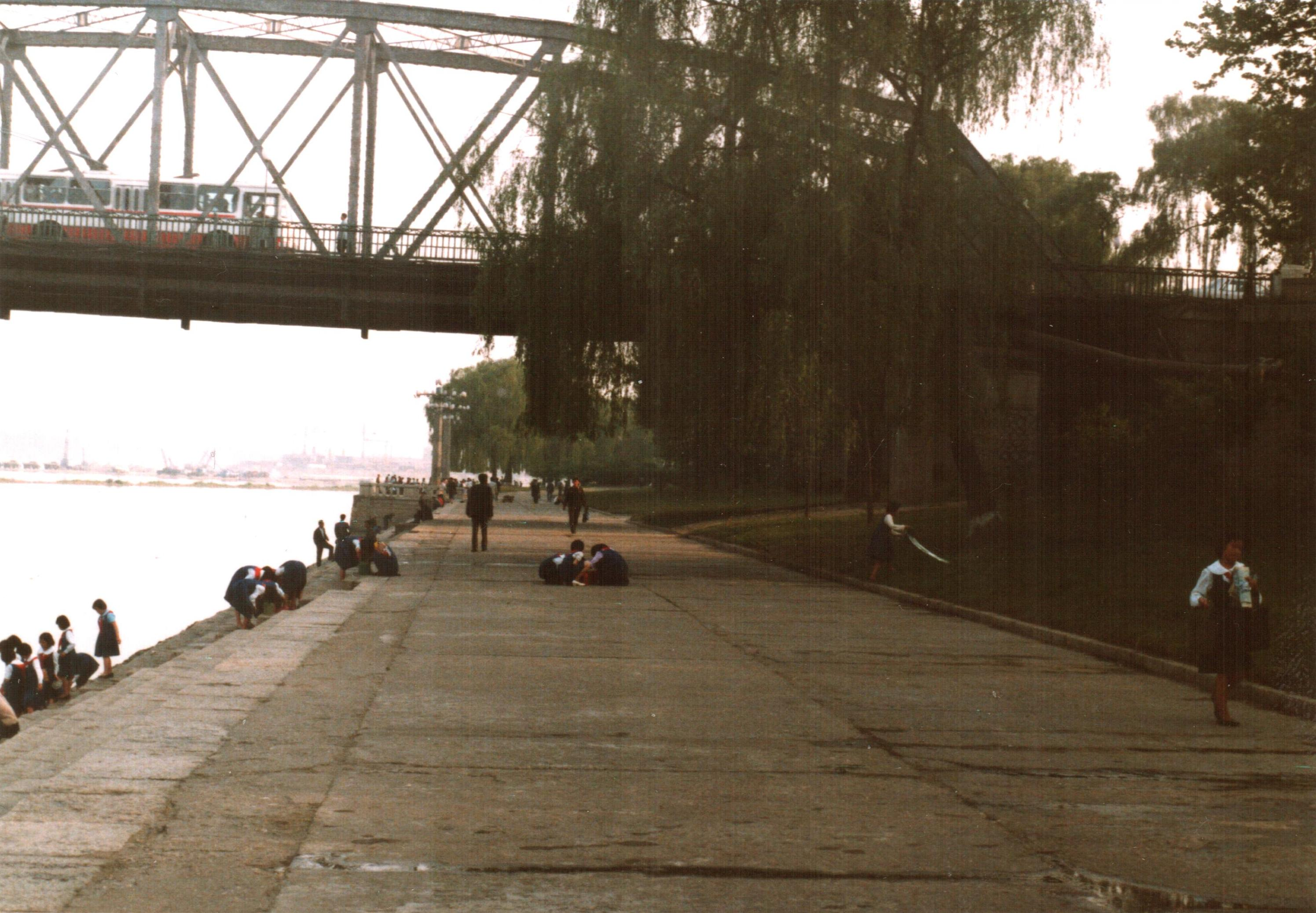
1988 am Fuße der Brücke

Im Koreakrieg wurde sie großteils zerstört. Nach dem Einmarsch chinesischer Truppen im Winter 1950 nutzten tausende Zivilisten
auf ihrer Flucht die Trümmer der Brücke, um den Fluss zu überqueren. Mehrere Menschen kamen dabei ums Leben. Von dem Ereignis entstand am 5. Dezember 1950 ein Foto von dem Associated Press-Fotografen Max Desfor mit dem Titel Flight of Refugees Across Wrecked Bridge in Korea für das er im Jahr 1951 den Pulitzer-Preis für Fotografie erhielt.

## Künstlerische Verarbeitung
Die Brücke wird in dem Comic Pjöngjang des Zeichners Guy Delisle dargestellt. Der Erzähler erläutert, Malerarbeiten an der rostigen Brücke beobachtet zu haben. Sie soll von abgeseilten Arbeitern ultramarinblau gestrichen worden sein. Die Arbeiten seien jedoch nur zu drei Vierteln fertiggestellt worden und der Rost nach zwei Wochen erneut sichtbar gewesen sein.
In dem nordkoreanischen Browserspiel Pyongyang Racer wird die Brücke von dem Spieler überquert.